# جوناثان هال (لاعب رماية)
جوناثان هال (بالإنجليزية: Jonathan Hall)‏ هو لاعب رماية أمريكي، ولد في 1 مارس 1988.

## وصلات خارجية
- جوناثان هال على موقع أوليمبيديا (الإنجليزية)